# Zygonychinae
Zygonychinae bezeichnet eine Unterfamilie der Segellibellen (Libellulidae) innerhalb der Libellen. Sie wurde 1957 von Frederic Charles Fraser eingerichtet und gilt als die Gruppe, in der die Flügeladerung am weitesten entwickelt ist. Die Tiere kommen in Teilen Asiens und Teilen Afrikas vor.

## Merkmale
Die erwachsenen Männchen der Unterfamilie Zygonychinae haben einen glänzenden, grünen oder schwarzen Hinterleib (Abdomen), und auch ihre Komplexaugen sind grün. Die Tiere sind gelb gezeichnet; werden sie älter, färben sie sich dunkler.

## Systematik
Folgende Gattungen werden zu den  Zygonychinae gezählt:
- Celebothemis
- Homothemis
- Neurocena
- Olpogastra
- Pseudomacromia
- Schizonyx
- Schizothemis
- Tilithemis
- Zygonidia
- Zygonoides
- Zygonychidium
- Zygonyx